# Окулово (Вологодский район)
Окулово — деревня в Вологодском районе Вологодской области.
Входит в состав Кубенского сельского поселения, с точки зрения административно-территориального деления — в Кубенский сельсовет.
Расстояние по автодороге до районного центра Вологды — 34 км, до центра муниципального образования Кубенского — 4 км. Ближайшие населённые пункты — Настасьино, Морино, Долгово, Косая Горка, Сопятино, Бирючево, Сумароково, Охлопково, Папино, Окишево, Погорелово.
По переписи 2002 года население — 2 человека.